# Coppa dei Campioni 1969-1970 (pallamano maschile)
La Coppa dei Campioni 1969-1970 è stata la 10ª edizione della massima competizione europea di pallamano riservata alle squadre di club. Il torneo ha avuto inizio il 26 settembre 1969 e si è concluso il 26 aprile 1970. Il titolo è stato conquistato dai tedeschi del Gummersbach per la seconda volta nella loro storia sconfiggendo in finale i tedesco orientali della Dynamo Berlino.

## Risultati

### Primo turno
| Squadra 1            | Totale  | Squadra 2    | Andata  | Ritorno |
| -------------------- | ------- | ------------ | ------- | ------- |
| Odense               | 25 - 40 | Honvéd       | 16 - 16 | 9 - 24  |
| Levski-Spartak Sofia | 30 - 27 | SoIK         | 30 - 27 | 18 - 9  |
| UHC Salisburgo       | 19 - 47 | Stella Rossa | 11 - 22 | 8 - 25  |
| Spojnia Gdańsk       | 45 - 35 | UK-51        | 24 - 18 | 21 - 17 |
| Sporting CP          | 28 - 39 | Sittardia    | 16 - 24 | 12 - 15 |
| Tatran Prešov        | 22 - 24 | Gummersbach  | 13 - 14 | 9 - 10  |

### Ottavi di finale
| Squadra 1            | Totale  | Squadra 2          | Andata  | Ritorno |
| -------------------- | ------- | ------------------ | ------- | ------- |
| Bergen-Studentenes   | 35 - 49 | Dynamo Berlino     | 20 - 24 | 15 - 25 |
| Cuncevo              | 61 - 31 | Sittardia          | 31 - 11 | 30 - 20 |
| Dudelange            | 35 - 47 | Barcellona         | 20 - 18 | 15 - 29 |
| Gummersbach          | 50 - 47 | Spojnia Gdańsk     | 30 - 21 | 20 - 26 |
| Honvéd               | 49 - 34 | Hafnarfjörður      | 28 - 17 | 21 - 17 |
| Levski-Spartak Sofia | ? - ?   | GC Amicitia Zurigo | ? - ?   | ? - ?   |
| Stade Marseillais    | 24 - 39 | Stella Rossa       | 10 - 18 | 14 - 21 |
| Steaua Bucarest      | 54 - 20 | Hapoel Rehovot     | 32 - 11 | 22 - 9  |

### Quarti di finale
| Squadra 1       | Totale  | Squadra 2          | Andata  | Ritorno |
| --------------- | ------- | ------------------ | ------- | ------- |
| Barcellona      | 30 - 41 | Stella Rossa       | 18 - 15 | 12 - 26 |
| Cuncevo         | 33 - 37 | Gummersbach        | 22 - 17 | 11 - 20 |
| Dynamo Berlino  | 36 - 18 | GC Amicitia Zurigo | 18 - 8  | 18 - 10 |
| Steaua Bucarest | 44 - 40 | Honvéd             | 26 - 20 | 18 - 20 |

### Semifinali
| Squadra 1       | Totale  | Squadra 2      | Andata  | Ritorno |
| --------------- | ------- | -------------- | ------- | ------- |
| Steaua Bucarest | 24 - 28 | Gummersbach    | 16 - 13 | 8 - 15  |
| Stella Rossa    | 19 - 20 | Dynamo Berlino | 15 - 6  | 4 - 14  |

### Finale
| Dortmund 26 aprile 1970 | Dynamo Berlino | 11 – 14 | Gummersbach |  |